# Orthosilicate de lithium
L'orthosilicate de lithium est un composé chimique de formule Li4SiO4. Il s'agit d'une céramique blanche fondant aux environs de 1 256 à 1 258 °C. Il trouve une application dans la capture de dioxyde de carbone CO2 à haute température pour former du carbonate de lithium Li2CO3 et du métasilicate de lithium Li2SiO3, et a été utilisé dans ce but à échelle relativement réduite :
Li4SiO4 + CO2 ⟶ Li2CO3 + Li2SiO3.
L'orthosilicate de lithium est également utilisé comme électrolyte solide pour accumulateurs lithium-ion, notamment les accumulateurs solides, et comme source de tritium dans les réacteurs à fusion nucléaire tels qu'ITER.